# パラジクロロベンゼン
パラジクロロベンゼン（パラジクロルベンゼン、paradichlorobenzene、1,4-ジクロロベンゼン）は分子式 C6H4Cl2、分子量 147 のベンゼンの二塩化物である。パラ-DCB、p-DCBとも呼ばれる。CAS登録番号は106-46-7。

## 物性
融点53℃、沸点174℃。常温で、昇華により強い臭気を発する白色の固体である。空気中では固体から気体へゆっくりと昇華する。臭いが強いが故に、空気中に極微量あるだけでも嗅ぎ分けることができる。主な用途は防虫剤およびトイレの消臭ブロックである。

## 利用
衣服を食い荒らす虫、カビなどを忌避するための防虫剤や、トイレ、ゴミの容器などの消臭剤として用いられる。防虫剤として、日本語圏ではパラゾールやネオパラエース、英語圏では Paramoth、Para crystals、Paracide などの商品名で知られている。日本の中学校では、かつて理科（第1分野）の融点の実験に用いられることがあったが、生徒の健康状態への影響に配慮し、パルミチン酸などに変更された。
また、非常に僅かではあるが、スーパーエンジニアリングプラスチックの一種であるポリフェニレンスルフィドの原料としての用途もある。

## 健康被害と対策
防虫剤などのパラジクロロベンゼン製剤は、通常の使用の範囲ではヒトへの健康被害の根拠は示されていない。しかし、非常に高濃度の p-DCB の使用は、目眩、頭痛、肝臓障害を起こす。一部の症例では、含有製品を数ヶ月から数年にわたり使用していた。
p-DCB が生命に異常をきたすという根拠はまだ無い。母乳中のジクロロベンゼンを検出したという研究はあるが、p体については特に測定されていない。
家庭の防虫剤、トイレの消臭剤の誤飲など、子供は大人よりもこの物質にさらされるリスクが高い。子供に対する同物質の影響についての詳細は乏しいが、恐らく大人と同様だと思われる。p-DCB を含む製品を皮膚に接触させたりしないように注意する。防虫剤、トイレの消臭剤等は幼児の手の届かない所に保存する。家庭用の化学製品は専用の容器に保存する。特に子供が飲食物と誤解しやすい容器（ペットボトルなど）には保存すべきではない。万一、誤食があった場合は、直ちに病院に行くこと。p-DCB の誤飲・誤食の応急処置には牛乳を飲ませてはいけない。p-DCB は脂溶性のため乳脂肪分に取り込まれ、これが体内に吸収され易くなってしまうので危険である。
パラジクロロベンゼンへの曝露を測定する試験として最も一般的な方法は、p-PCB の分解生成物である2,5-ジクロロフェノールの尿や血液中の濃度を測定するものである。尿中に2,5-ジクロロフェノールが存在すると、1日ないし2日以内に p-DCB に曝露されたことがわかる。p-DCB の血液中の濃度の測定はそれほど一般的ではない。
アメリカの環境省 (EPA) は飲料水中の p-DCB の最大許容量を 75 μg/L としている。
p-DCB は EPA に登録された殺虫剤なので、製造者が p-DCB を殺虫剤として使用する際は、EPA にその旨を通知しなければならない。
アメリカの労働安全衛生庁 (OSHA) は、1日8時間、週40時間労働での空気中の最大許容量を 75 ppm としている。

### 日本でのカップ麺における検出騒ぎ
2008年10月に、日本でカップ麺からパラジクロロベンゼンが検出され、食べた人が健康被害を訴えた騒ぎがあり、調査の結果、防虫剤のそばにカップ麺を一定期間置いた場合、パラジクロロベンゼンが包装や容器を通じてカップ麺に移ることが確認された。その後、カップ麺の容器材質の改良や、保管方法の注意喚起をカップ麺と防虫剤に記載している。

## 異性体について
o-ジクロロベンゼン（1,2-ジクロロベンゼン）
融点-17℃、沸点180 - 183℃の無色から黄色の液体で、独特の臭気を有する。CAS登録番号は95-50-1。殺虫剤、溶媒に用いられる。
m-ジクロロベンゼン（1,3-ジクロロベンゼン）
融点-24.8℃、沸点173℃の無色の液体。CAS登録番号は541-73-1。農薬・医薬の中間体として用いられている。